# Бискайский мост
Бискайский мост (исп. Puente de Vizcaya) — летающий паром через реку Нервьон, соединяет города Португалете и Лас-Аренас (часть Гечо) в провинции Бискайя, Испания.
Местные жители называют мост Пуэнте-Колганте, что по-испански означает «подвесной мост». Это название не соответствует типу моста (подвесной мост имеет другую конструкцию), но широко используется, в том числе на официальном сайте.
Мост является чисто инженерным сооружением и никак не украшен. Опоры представляют собой две двойные металлические башни высотой 61 метр, оттянутые металлическими тросами, концы которых крепятся на расстоянии 110 м к массивным бетонным блокам. Между башнями, стоящими на разных берегах, натянуты тросы, образующие параболу, на которых на высоте 45 метров висит центральный пролёт моста длиной более 160 метров.

## История
Бискайский мост-транспортёр — самый старый мост данного типа, был построен в 1893 году по проекту баскского архитектора Альберто де Паласио, одного из учеников Густава Эйфеля. Поставленная перед архитектором задача состояла в организации сообщения между городами без нарушения движения судов в Порт Бильбао и без сооружения длинных подъездных рамп. Мост был построен с применением новых для того времени лёгких витых стальных канатов, из-за чего был признан одной из выдающихся архитектурных металлических конструкций эпохи промышленной революции и стал образцом для многих подобных мостов в других частях света.
Работа моста нарушилась на 4 года в период Гражданской войны в Испании, когда было принято решение уничтожить все возможные переправы через Нервьон, чтобы остановить продвижение войск генерала Франко. 16 июня 1937 года верхняя секция моста была подорвана.

## Работа моста
Мост находится в рабочем состоянии, его гондола перевозит 6 автомобилей и несколько десятков пассажиров с одного берега на другой за полторы минуты. Гондола ходит каждые 8 минут круглые сутки и в течение всего года. Тарифы на проезд зависят от времени суток, оплата интегрирована с системой Creditrans.
В башнях моста установлены два новых лифта, поднимающие посетителей на высоту 50 метров, где они могут пройти по платформе моста и посмотреть на порт и гавань Абра.

## Фотографии
- Гондола
- Бискайский мост появляется из тумана